# Cap'n Jazz
Cap'n Jazz var et amerikansk emo band fra Chicago stiftet af de to brødre Tim (vokal) og Mike (vokal, trommer) Kinsella i 1989. Senere sluttede Sam Zurick og Davey von Bohlen (guitar, vokal fra 1994-95) sig til bandet. Bohlen efterlod bandet i 1995, og var derefter erstattet af Victor Villarreal (guitar, vokal).

## Medlemmer
- Tim Kinsella – forsanger (1989–1995, 2010, 2017)
- Mike Kinsella – trommer (1989–1995, 2010, 2017)
- Davey von Bohlen – guitar, backing vocals (1993–1995, 2010, 2017)
- Victor Villarreal – guitar (1989–1995, 2010, 2017)
- Sam Zurick – basguitar (1989–1995, 2010, 2017)

## Diskografi

### Album
- Burritos, Inspiration Point, Fork Balloon Sports, Cards In The Spokes, Automatic Biographies, Kites, Kung Fu, Trophies, Banana Peels We've Slipped On, And Egg Shells We've Tippy Toed Ove (også kaldet Shamp'n Shmazz) – (Man With Gun Records, 1995)

### Antologi
- Analphabetapolothology – (Jade Tree, 1998)

### Singler/EP
- Sometimes if you stand further away from something, it does not seem as big. Sometimes you can stand so close to something you can not tell what you are looking at. – (Underdog Records, 1993)
- Boys 16 to 18 Years... Age of Action – (Further Beyond Records, 1993)